# Ninja Gaiden Σ 2
Ninja Gaiden Σ 2 lub Ninja Gaiden Sigma 2 – poprawiona wersja Ninja Gaiden 2. Została wydana na PlayStation 3, a premiera odbyła się 29 września 2009 roku.
W grze gracz wciela się w wojownika ninja, który wyrusza na misję, w celu pomszczenia zniszczonego przez wrogów klanu oraz uratowanie świata od zagłady. Gra uchodzi za jeden z trudniejszych tytułów, które zostały wydane w ostatnich latach.

## Rozgrywka

### Bohaterowie
Główne postacie występujące w grze:
- Ryu Hayabusa
- Rachel
- Ayane
- Momiji

### Gra wieloosobowa
W Ninja Gaiden Σ 2 tryb gry wieloosobowej występuje w postaci kooperacji przez internet dla 2 graczy. W kooperacji, gracze mogą rozegrać 30 tzw. Team Mission.